# Villa de Weerth

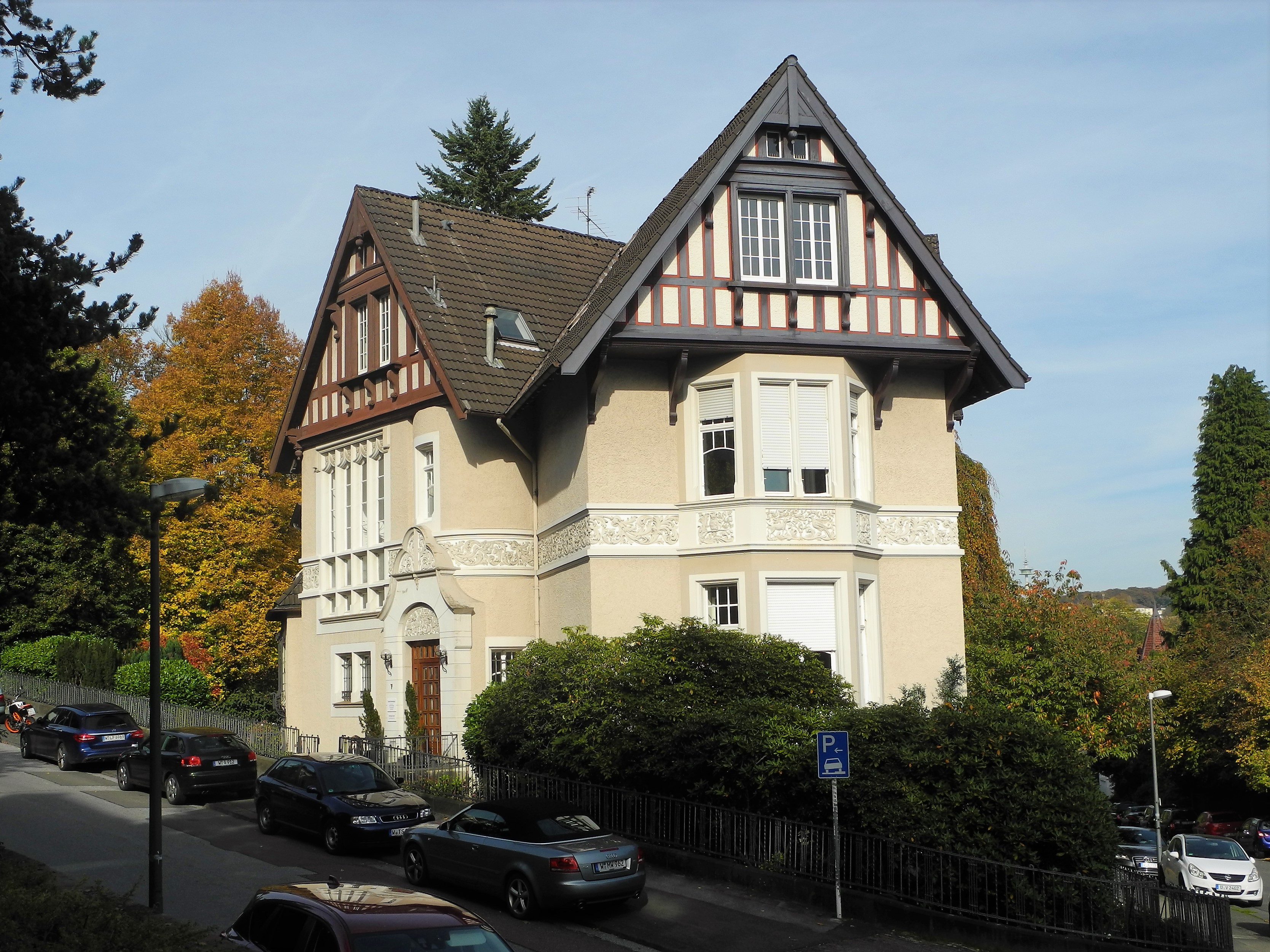
Villa de Weerth, Goebenstraße

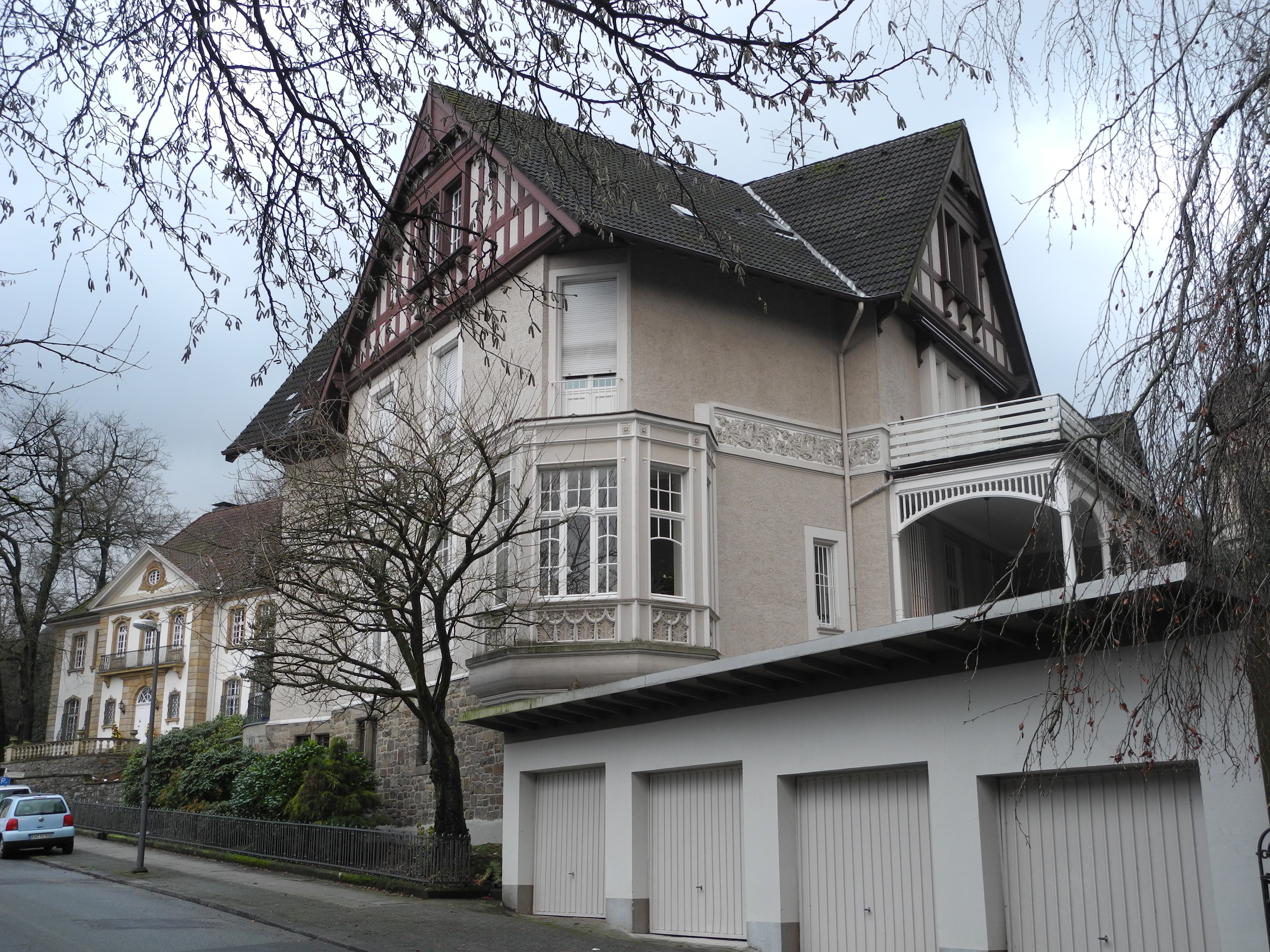
Villa de Weerth, Moltkestraße

Die Villa de Weerth ist eine unter Denkmalschutz stehende Villa im Wuppertaler Stadtteil Elberfeld.
Das Gebäude, Goebenstraße 7, liegt im Briller Viertel und wurde 1898–1901 gebaut; es wird dem Elberfelder Architekten Heinrich Plange zugeschrieben, der zahlreiche Villen im Viertel geplant hat. Bauherr war Wilhelm de Weerth (1866–1943), Stadtverordneter und Mitglied des rheinischen Landtages.
Das zweigeschossige Gebäude steht auf einem hohen Bruchsteinsockel. Die verputzte Fassade ist an den Erkern und Veranda filigran gegliedert. Das aufwändige Satteldach ist in zwei Querdächer gegliedert. Die Giebel sind in Fachwerkbauweise erstellt.
Am 9. Dezember 1985 wurde die Villa einschließlich der Einfriedigung unter Denkmalschutz gestellt.